# Nouri Zorgati
Nouri Zorgati, né le 25 août 1937 à Sousse (Tunisie) et décédé le 12 octobre 2014 à Paris, est un ingénieur statisticien, économiste et homme politique tunisien.

## Biographie
Nouri Zorgati est titulaire d'un diplôme d'études approfondies.
De 1968 à 1987, il travaille au ministère du Plan comme directeur général du Plan, puis comme secrétaire général.
Il est nommé ministre des Finances le 27 octobre 1987, succédant à ce poste à Ismaïl Khelil. Le 11 avril 1989, il devient ministre de l'Agriculture, succédant ainsi à Slaheddine Ben Mbarek ; il reste à ce poste jusqu'au 20 février 1991, date à laquelle il est remplacé par Mouldi Zouaoui. Il dirige alors l'Union tunisienne des banques (UTB), dont le siège est à Paris, de mai 1991 à juin 1992.
Le 9 juin 1992, il reprend le portefeuille des Finances à Mohamed Ghannouchi, jusqu'au 22 janvier 1997, date à laquelle il est remplacé par Mohamed Jeri. Il est alors à nouveau nommé directeur de l'UTB, en remplacement de Mohamed Férid Ben Tanfous. Il est remplacé le 2 août 2002, d'abord nommé président du conseil de surveillance de la Banque nationale agricole, puis, le 3 août, président-directeur général de la Société tunisienne de banque, à la place d'Ali Debaya, poste qu'il n'occupe que cinq mois.
Il a également été chroniqueur pour le magazine Réalités, où il a publié un certain nombre de ses études sur la gestion monétaire et le crédit.
Il meurt le 12 octobre 2014 dans un hôpital du 13e arrondissement de Paris.